# Liste von Bunkeranlagen in Bochum

Bericht über den Luftschutz, 1940

Die Liste von Bunkeranlagen in Bochum dokumentiert vorhandene und abgegangene Bunkeranlagen in Bochum und der eingemeindeten Stadt Wattenscheid aus der Zeit des Zweiten Weltkriegs und des Kalten Krieges.

## Geschichte
Erste Bunkeranlagen entstanden schon ab 1928, insbesondere ab 1933 beim Bochumer Verein.
Die systematische Errichtung von Luftschutzbunkern begann nach dem 10. Oktober 1940 auf einen Sondererlass Hitlers hin. Insbesondere wurden Hochbunker und Tiefbunker, Luftschutzstollen und Luftschutzräume gebaut. Die schweren, flächendeckenden Bombenangriffe begannen im Mai 1943. Unter diesem Druck waren auch einzelne Produktionsbereiche der Rüstungsindustrie unterirdisch angelegt worden. Der schwerste Bombenangriff in der Geschichte der Stadt Bochum während des Krieges erfolgte am 4. November 1944, als 10.000 Sprengbomben und über 130.000 Brandbomben die Stadt binnen einer Stunde trafen. Es starben als Folge dieser Bombennacht 1.300 Menschen. Insgesamt fielen auf Bochum 550.000 Bomben, die über 4.000 Menschen töteten.

Selbstbau von Luftschutz-Stollen

In Bochum (wahrscheinlich auch für Wattenscheid) waren nur für einen Teil der Bevölkerung relativ bombensichere, stabile Schutzräume fertiggestellt. Die Mehrzahl musste splitterschutzsichere Luftschutzkeller, Selbsthilfestollen oder andere Schutzwerke, wie Deckungsgräben, aufsuchen. Eine Liste der Stadt Bochum führt für das alte Stadtgebiet (also ohne Wattenscheid) folgende Bauwerke auf:
| Art der Luftschutzräume                                    | Anzahl | Fassungsvermögen |
| ---------------------------------------------------------- | ------ | ---------------- |
| Tunnel/Hochbunker                                          | 10     | 35.000           |
| Tiefbunker                                                 | 5      | 6.250            |
| Stollen                                                    | 21     | 5.320            |
| Krankenhausstollen                                         | 4      | 4.100            |
| Alte Bergstollen                                           | 4      | 5.100            |
| Stollen von Zechen usw.                                    | 370    | 24.000           |
| Selbsthilfestollen                                         | 1.093  | 75.522           |
| Luftschutzkeller                                           | 10.070 | 131.840          |
| Splitterschutz und Deckungsgräben                          | 62     | 4.510            |
| Öffentliche Luftschutz-Räume alter Art                     | 81     | 3.983            |
| Erweiterte Selbstschutz in Schulen / öffentlichen Gebäuden | 144    | 25.210           |
| Selbsthilfe Deckungsgräben                                 | 140    | 5.537            |

Im Verwaltungsbericht 1938–1948 der Stadt Bochum finde sich eine Auflistung von 17 Hoch- und Tiefbunker aus Bochum (siehe Liste unten), sowie fünf weiter aus Hattingen. Für diese Bunkerbauten wurden 37.578 Tonnen Zement, 4.755 Tonnen Rundeisen, 185.293 Tonnen Kies und Sand sowie 350.000 Stück Ziegelstein verbaut. Dazu waren die Transportleistung von 326.200 LKW Stunden notwendig bei über 60 LKWs. Von 1940 bis 1942 betrug die Beschäftigtenzahl im Bunkerbau in der Mitte 500 Man.

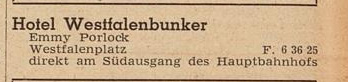
Eintrag in die Gewerbeauflistung, Adressbuch von Bochum 1950

## Nutzung nach dem Zweiten Weltkrieg
Die Hoch- und Tiefbunker sind aufgrund ihrer soliden Bauweise kaum abreißbar. Nach dem Krieg fanden sie teilweise eine andere Nutzung. Der Hochbunker an der Baarestraße und der Tiefbunker am Imbuschplatz dienten als Unterkünfte für Ausgebombte und Flüchtlinge, und waren bis wenigstens 1952 als solche genutzt. Im Bunker Baarestraße wurden 1952 55 Familien mit 87 Personen und im Bunker Imbuschplatz 18 Familien mit 31 Personen im Verwaltungsbericht erwähnt.
Der Tiefbunker am Westfalenplatz diente eine Zeit lang als Hotel, wobei die Ruhe angepriesen wurde. Der Hochbunker am Springerplatz wurde schon früh mit Fenster versehen, und war als Leihamt, Notschlafstätte, Kunstort und inzwischen als private Fachschule im Einsatz. Die neueste Veränderung war die Umwandlung des Bunkers an der Baarestraße zu einem Veranstaltungsort des Bochumer Künstlerbundes.
Ab Oktober 1947 begann man den Umbau von Luftschutz-Deckungsgräben zu Behelfswohnungen, um dringend benötigten Wohnraum für Flüchtlinge zu schaffen. Durch das Einsetzen von Zwischenwänden ließen sich, je nach Größe 1 bis 2 Drei-Zimmer-Wohnungen herrichten.
Eine Anzahl der errichteten Stollen wurden in Verkennung der damit verbundenen Gefahren in unmittelbarer Nähe oder gar unter Wohnbebauung oder gewerblichen Gebäuden errichtet. Durch die unterlassene Wartung brachen etliche ein und verursachten Schäden an Gebäuden. Gerade bei Stollen, die mit öffentlich geförderten Mitteln errichtet wurden, stellte sich hier nun auch die schwierige Frage der Haftung.

## Zeit des Kalten Krieges
In der Zeit des Kalten Kriegs wurden verschiedene öffentliche Gebäude Bochums so ausgestattet, um einen Teil der Bevölkerung vor ABC-Waffen schützen zu können. Beispiele sind einige Parkhäuser in der Innenstadt aus den 1960er Jahren und ein Keller im Gebäude NA der Ruhr-Universität Bochum aus den 1960er Jahren. Auch hier würde im Falle eines Krieges nur für einen geringen Teil der Bochumer Bevölkerung Schutz zur Verfügung stehen.

## Liste

### Zeit des Nationalsozialismus
| Bezeichnung                                                                             | Ortsteil     | Bemerkungen | Abbildung                                          |
| --------------------------------------------------------------------------------------- | ------------ | --- | -------------------------------------------------- |
| Hochbunker Bahnhofstraße, auch als Hochbunker Wibbeltstraße geführt                     | Westenfeld   | Der Bunker wurde im Rahmen der Aktion Schöneres Bochum (1974–1979) farbig bemalt. Der Bunker steht zum Verkauf. |                                                    |
| Hochbunker Am Pumpwerk (früher: Alter Marktplatz)                                       | Dahlhausen   | Bauzeit vom 8. Dezember 1940 bis 17. November 1941. Ausgeführte Erdarbeiten 2.200 m³ und Betonarbeiten 3.744 m³. Der Bunker wurde im Rahmen der Aktion Schöneres Bochum (1974–1979) farbig bemalt. | Bochum-Dahlhausen                                  |
| Hochbunker Baarestraße                                                                  | Stahlhausen  | Bauzeit vom 20. Januar 1941 bis 25. November 1941. Ausgeführte Erdarbeiten 2.160 m³ und Betonarbeiten 5.211 m³. Der Bunker hatte in der Mitte des Bunkers eine Durchfahrt. Nach dem Zweiten Weltkrieg dienten das Gebäude als Unterkünfte für Ausgebombte und Flüchtlinge für bis zu 55 Familien mit 87 Personen (1952). Das Gebäude wurde im Rahmen der Aktion Schöneres Bochum (1974–1979) farbig bemalt. Inzwischen ist es nach einem Umbau ein Veranstaltungsort des bochumer künstlerbundes. | Baarestraße                                        |
| Hochbunker Bismarckplatz                                                                | Wattenscheid | Der Bunker wurde zu einem Wohnhaus umgebaut. |                                                    |
| Hochbunker Boltestraße                                                                  | Werne        | Bauzeit vom 27. Dezember 1940 bis 30. Juni 1941. Ausgeführte Erdarbeiten 2.445 m³ und Betonarbeiten 5.901 m³. Am 4. August 1944 detonierte eine 1-Tonnen-Bombe an der Tür zur Marktseite. Mehrere Menschen starben, weitere wurden verletzt. Bis 1955 diente das Bauwerk als behelfsmäßiges Jugendwohnheim für junge Arbeiter. Der Bunker wurde im Rahmen der Aktion Schöneres Bochum (1974–1979) farbig bemalt.                                                                                  |                                                    |
| Hochbunker Gertrudisplatz                                                               | Wattenscheid | Der Bunker wurde im Rahmen der Aktion Schöneres Bochum (1974–1979) farbig mit weißen Vögeln bemalt. | Friedrich-Ebert-Straße                             |
| Hochbunker Günnigfelder Straße 82                                                       | Günnigfeld   | Der Bunker wurde im Rahmen der Aktion Schöneres Bochum (1974–1979) mit einem „Fachwerk“ farbig bemalt. Teilweise wird dies fälschlich als Tarnbemalung interpretiert. | Günnigfelder Straße                                |
| Hochbunker Hammer Straße                                                                | Wattenscheid | Der Bunker wurde im Rahmen der Aktion Schöneres Bochum (1974–1979) im griechischen Stil, Kunstwerkname „Akropolis“ farbig bemalt. |                                                    |
| Hochbunker Hans-Sachs-Straße                                                            | Gerthe       | Bauzeit vom 5. Juli 1941 bis 23. Dezember 1941. Ausgeführte Erdarbeiten 2.300 m³ und Betonarbeiten 5.765 m³. Der Bunker wurde im Rahmen der Aktion Schöneres Bochum (1974–1979) farbig bemalt. | Gerthe                                             |
| Hochbunker Langenstuken                                                                 | Langendreer  | Bauzeit vom 12. Dezember 1940 bis 29. Juli 1941. Ausgeführte Erdarbeiten 2.250 m³ und Betonarbeiten 3.640 m³. | Langenstuken                                       |
| Hochbunker Marienstraße, Ecke Pohlbörgerstraße                                          | Wattenscheid | Der Bunker wurde im Rahmen der Aktion Schöneres Bochum (1974–1979) farbig bemalt. | Marienstraße                                       |
| Hochbunker Moltkemarkt (heute: Springerplatz), umgebaut zum Zentralmassiv Springerplatz | Griesenbruch | Bauzeit vom 28. Dezember 1940 bis 6. September 1941. Ausgeführte Erdarbeiten 2.380 m³ und Betonarbeiten 6.260 m³. Hier befand sich nach dem Krieg zuerst das städtische Leihamt. Später gab es hier eine Obdachlosenschlafstätte, danach den Veranstaltungsort Bastion. | Springerplatz                                      |
| Hochbunker Wiemelhauser Straße (heute: Universitätsstraße 60)                           | Wiemelhausen | Bauzeit vom 19. Mai 1941 bis 22. Juni 1942. Ausgeführte Erdarbeiten 2.150 m³ und Betonarbeiten 4.770 m³. Der Bunker wurde im Rahmen der Aktion Schöneres Bochum (1974–1979) farbig bemalt. Der denkmalgeschützte Bunker wurde entkernt und dient nun als Sockel des Exzenterhaus. | Universitätsstraße                                 |
| Hochbunker Haldenstraße, Ecke Zechenstraße                                              | Innenstadt   | Bauzeit vom 29. August 1941 bis 28. März 1944 [sic]. Ausgeführte Erdarbeiten 2.400 m³ und Betonarbeiten 9.900 m³. Der Bunker wurde im Rahmen der Aktion Schöneres Bochum (1974–1979) farbig bemalt. |                                                    |
| Hochbunker Gahlensche Straße (an der Ecke Wattenscheider Straße, Ecke Jütenstraße)      | Hamme        | Bauzeit vom 24. April 1941 bis 18. April 1942. Ausgeführte Erdarbeiten 2.300 m³ und Betonarbeiten 4.770 m³. Bei einem Angriff drängten sich die Schutzsuchenden in den Bunker. Schleusen- und Drucktüre waren bei dem Einschlag noch nicht geschlossen. Sowohl vor als auch innerhalb des Bunkers kamen über 300 Menschen ums Leben. Noch heute erkennt man die Schäden am Eingangsbereich. Der Bunker wurde im Rahmen der Aktion Schöneres Bochum (1974–1979) farbig bemalt.                     | Jütenstraße                                        |
| Tiefbunker Amtsplatz                                                                    | Hamme        | Bauzeit vom 22. November 1940 bis 2. April 1941. Ausgeführte Erdarbeiten 5.755 m³ und Betonarbeiten 3.189 m³. Links auf dem Bild ist die Revisionsabdeckung über den ehemaligen nordwestlichen Eingang zu sehen |                                                    |
| Tiefbunker Platz der S.A. (heute: Imbuschplatz)                                         | Innenstadt   | Bauzeit vom 13. Dezember 1940 bis 24. Juli 1941. Ausgeführte Erdarbeiten 5.700 m³ und Betonarbeiten 3.185 m³. Der Bunker ist unter der westlichen Hälfte des damaligen Platzes der S.A. errichtete worden. Nach dem Zweiten Weltkrieg dienten das Gebäude als Unterkünfte für Ausgebombte und Flüchtlinge für bis zu 18 Familien mit 31 Personen (1952). |                                                    |
| Tiefbunker Westhoffstraße                                                               | Innenstadt   | Bauzeit vom 22. November 1940 bis 23. April 1941. Ausgeführte Erdarbeiten 4.098 m³ und Betonarbeiten 3.333 m³. Auf dem Bunker befindet sich heute eine Kindertagesstätte. |                                                    |
| Tiefbunker Marktplatz Linden, Ecke Hattinger Straße und Dr.-C.-Otto-Straße              | Linden       | Bauzeit vom 25. November 1940 bis 23. Mai 1941. Ausgeführte Erdarbeiten 5.133 m³ und Betonarbeiten 3.416 m³. Nach dem Krieg wurde in dem Bunker ein Übernachtungsbetrieb geführt. Vor dem Bunker fand bis 2019 der Markt in Linden statt. Auf und vor dem Bunker ist ein Parkplatz. | Eingang zum Tiefbunker am Marktplatz Bochum-Linden |
| Tiefbunker Westfalenplatz                                                               | Wiemelhausen | Bauzeit vom 29. November 1940 bis 25. April 1941. Ausgeführte Erdarbeiten 5.698 m³ und Betonarbeiten 2.490 m³. Der Bunker wurde nach dem Krieg als Hotel weiter genutzt. Hinter dem Bunker wurde später eine Tiefgarage angelegt. |                                                    |
| Krankenhausbunker St.-Josefs-Hospital, Gudrunstraße 56                                  | Grumme       | Bauzeit vom 24. Dezember 1941 bis 31. Juli 1942. Ausgeführte Erdarbeiten 3.500 m³ und Betonarbeiten 8.350 m³. |                                                    |
| Stollen des Besucherbergwerks des Bergbau-Museums                                       | Innenstadt   | Aufgrund des Mangels an Schutzräumen wurde das Anschauungsbergwerk für den Luftschutz umgebaut. Erkenntnisse bei diesem Ausbau flossen in die reichsweite Neufassung der Richtlinien für den Bau von Luftschutzstollen ein. |                                                    |
| Bunker Rathaus                                                                          | Innenstadt   | Bunkerräume in den Kellergeschossen |                                                    |
| Stollen Friederikastollen                                                               | Wiemelhausen | |                                                    |
| Stollen Waldring / Ecke Königsallee                                                     | Wiemelhausen | Im Rechener Park, Erdhügel unter dem der Eingang liegt, sind noch zu erkennen. In der Schillerschule war damals die Gauverwaltung Westfalen-Süd untergebracht. |                                                    |
| Stollen Verwaltungsakademie                                                             | Innenstadt   | |                                                    |
| Hochbunker Günnigfelder Straße                                                          | Hordel       | Baubeginn am 1. Oktober 1941. Der Bunker wurde nicht fertiggestellt. Ausgeführte Erdarbeiten 2.500 m³ und Betonarbeiten 200 m³. |                                                    |
| Hochbunker Alleestraße                                                                  | Innenstadt   | Baubeginn am 1. November 1941. Der Bunker wurde nicht fertiggestellt. Ausgeführte Erdarbeiten 2.000 m³. |                                                    |

### Zeit des Kalten Krieges
| Bezeichnung                      | Bemerkungen                                                                                                 | Abbildung                                  |
| -------------------------------- | --- | ------------------------------------------ |
| Parkhaus Südring am Hauptbahnhof | Für 2500 Personen, bei den Planungen für einen Neubau abgerissen                                            | Parkhaus Südring                           |
| ARAL-Parkhaus Brückstraße        | für 2000 Personen, erste Kombination von Parkhaus und Atomschutzbunker in der Bundesrepublik, eröffnet 1964 | Parkhaus Brückstraße                       |
| Tiefgarage Husemannplatz         | Keine Stahltüren mehr vorhanden, wahrscheinlich kein Schutzwerk mehr                                        | Eingangsbereich des Bunkers auf Ebene zwei |